# Рёбелль, Жан-Франсуа
Жан-Франсуа́ Рёбелль (фр. Jean-François Reubell или Rewbell;  6 октября 1747 года, Кольмар — 24 ноября 1807 года, там же) — политический деятель Великой французской революции, адвокат, еврей-христианин.

## Биография
Перед революцией был старшиной адвокатского сословия в Эльзасе. Избранный в Генеральные штаты третьим сословием, он занял место среди крайних левых, рядом с Робеспьером, и обратил на себя внимание своею ненавистью к королевской власти, к парламентам, эмигрантам и священникам, не желавшим признать гражданского устройства духовенства. Будучи членом Учредительного собрания, несмотря на своё сочувствие революции, шёл в еврейском вопросе заодно с реакционными элементами.
В 1792 году был избран депутатом национального Конвента. Посланный комиссаром в Майнцскую армию, он писал оттуда, настаивая на осуждении Людовика XVI. В эпоху террора он был послан в Вандею Комитетом общественного спасения (см. Вандейский мятеж). В феврале и марте 1794 года принял участие в прениях в Конвенте по колониальному вопросу. На этот раз он выступил за отмену черного рабства и арест белых поселенцев, враждебно настроенных к указу от 16 Плювиоза II года (4 февраля 1794 г.). 
После переворота 9 термидора инициировал чистку правительства от якобинцев и закрытие их клуба. Был три месяца членом комитета общей безопасности. С 6 по 21 декабря 1794 года он занимал пост президента Национального конвента, с трибуны которого судил анархию и белый террор, царившие в то время на юге страны, и поспособствовал принятию 23 февраля 1795 г. антитеррористического закона. Рёбелль формулирует указ от 17 апреля 1795 года, который организует продажу имущества эмигрантов путем лотереи и позволяет избежать распыления имущества, сохраняя его ценность. 
В 1795 году был выбран членом Директории и оставался в её составе до 1799 года. Помогал Сийесу в переговорах с Батавской республикой. Рёбелль спланировал присоединение Рейнской области и южных Нидерландов к республике, а также вторжение в Швейцарскую Конфедерацию и создание Гельветической республики. Он был отправлен в отставку голосованием в 1799 году после того, как был признан ответственным за поражения французов от войск Второй коалиции. После переворота Наполеона Бонапарта 18 брюмера он ушел из политики и умер в Кольмаре.
Многочисленные враги Рёбелля, обладавшего высокомерным и упрямым характером, возводили на него разные тяжёлые обвинения — среди прочего в том, что он обогатился на счет разорённых революцией; на самом деле он умер в бедности.